# In And Out (김현정의 음반)
《In And Out》는 김현정의 정규 8집 음반이다. 발라드와 모던락으로 구성 된 김현정의 8집 음반은 발라드의 감성을 맞춘 "In" 은 가슴에 감정을 묻고 김현정 특유의 하이톤 음색으로 애절한 감정을 담아 사랑과 이별에 이야기들을 표현했으며, "Out"은 가슴에서 터져나오는 김현정만의 넘치는 파워풀함을 노래로서 표현하여 가슴속까지 시원함을 느끼게 해주는 자유로움을 표현하였다.

## 수록곡
1. 살짝 쿵
2. Night Club (Bling Bling)
3. 사랑해 그리고 미안해
4. Comeback to me
5. 보고 싶을 때 보는 사람
6. 멍 (Remix Version)
7. 살짝 쿵 (Simple Version)
8. 울다 울다
9. 재
10. 반겨 주겠다
11. 쉬고 싶어
12. 못된 버릇
13. 그렇게 몇 날
14. 살짝 쿵 (MR)
15. 사랑해 그리고 미안해 (MR)